# Seven (Night Ranger)
Seven è l'ottavo album in studio del gruppo musicale statunitense Night Ranger, pubblicato nel luglio 1998. Il titolo indica sette nonostante si tratti del lavoro numero otto nella discografia del gruppo, in quanto la numerazione non tiene conto di Feeding off the Mojo (1995) che vedeva coinvolti i soli Kelly Keagy e Brad Gillis della formazione originale.

## Tracce
1. Sign of the Times – 5:07 (Jack Blades)
2. Jane's Interlude – 0:26 (Blades, Kelly Keagy)
3. Panic in Jane – 4:40 (Blades, Keagy)
4. Don't Ask Me Why – 4:41 (Blades)
5. Kong – 5:32 (Blades, Tommy Shaw, Mark Hudson)
6. Mother Mayhem – 4:56 (Blades, Pat MacDonald)
7. Soul Survivor – 3:52 (Blades, Brad Gillis)
8. Sea of Love – 4:33 (Blades, Keagy)
9. Peace Sign – 4:07 (Blades, Gillis)
10. When I Call on You – 4:02 (Blades)
11. Revelation – 4:31 (Blades, Gillis, Keagy)

## Formazione
- Jack Blades – voce, basso
- Jeff Watson – chitarra
- Brad Gillis – chitarra
- Alan Fitzgerald – tastiere
- Kelly Keagy – batteria, voce

Altri musicisti
- Jack Russell, Tommy Shaw – cori